# Сорін Гіоня
Сорін Гіоня (рум. Sorin Ghionea; 11 травня 1979, Галац) — румунський футболіст, захисник.

## Кар'єра

### Клубна
Велику частину кар'єри — з 2003 по 2010 рік (з перервою) виступав за «Стяуа» (Бухарест).
18 січня 2008 року він зіграв першу гру після тривалої травми у товариському матчі проти «Вісли», що завершився з рахунком залишився 0-0. З тих пір Гіоня грав майже у всіх матчах протягом сезону.
У січні 2010 року уклав 3-річний контракт з «Ростовом». 13 січня 2010 року дебютував ра російський клуб у грі проти «Томі», які ростовці програли з рахунком 0-2. Після сезону виступів у чемпіонаті Росії, Сорін пішов з команди 7 лютого 2011 року.
На початку 2011 року повернувся на батьківщину і перейшов до складу «Тімішоари». 19 липня того ж року підписав контракт з клубом «Тиргу-Муреш», де і виступає по наш час.

### Збірна
З 2002 по 2009 рік виступав за збірну Румунії, в складі якої зіграв 13 матчів. Єдиний гол забив 31 травня 2008 року в домашньому товариському матчі проти збірної Чорногорії, який завершився перемогою з рахунком 4-0.
У складі збірної був учасником Євро-2008, проте на поле вийшов лише в одному матчі.

## Досягнення
Чемпіон Румунії: (2)
- 2004-2005, 2005-2006

Володар Суперкубка Румунії: (1)
- 2006